# Bielawy (gmina Barcin)
Bielawy – osada pałucka w Polsce położona w województwie kujawsko-pomorskim, w powiecie żnińskim, w gminie Barcin przy Szlaku Piastowskim (droga wojewódzka nr 251). Wieś jest częścią składową sołectwa Zalesie Barcińskie.
W pobliżu trasy linii kolejowej Inowrocław-Pakość-Barcin-Żnin.
W latach 1975–1998 miejscowość należała administracyjnie do województwa bydgoskiego.
Ok. 1772 roku w Bielawach odkryto złoże kamienia wapiennego i rozpoczęto jego wydobywanie w 1860 r. Lata powojenne to przede wszystkim utworzenie Kombinatu Cementowo-Wapienniczego w Bielawach w 1969 r. W 1995 r. właścicielem KCW Kujawy został francuski koncern cementowy Lafarge (zob. Wapienno).
Z Bielaw pochodzi o.Konstancjusz Kunz – przeor klasztoru na Jasnej Górze od 28 marca 1978 do 1984 roku oraz Lucjan Broniewicz.
Inne miejscowości o nazwie Bielawy: Bielawy, Bielawa